# 桃溪镇 (内乡县)
桃溪镇，是中华人民共和国河南省南阳市内乡县下辖的一个乡镇级行政单位。

## 行政区划
桃溪镇下辖以下地区：
吴沟村、石碑营村、桃溪村、桃庄河村、黑山村、东川村、大路村、寺河村和彭沟村。